# Hungria nos Jogos Olímpicos de Verão de 1908
A Hungria participou dos Jogos Olímpicos de Verão de 1908 em Londres, no Reino Unido. Conquistou três medalhas de ouro, quatro medalhas de prata e duas de bronze, somando nove no total.